# Yosiris Urrutia
Yosiris Urrutia Chaverra (* 26. Juni 1986 in Apartadó) ist eine kolumbianische Weit- und Dreispringerin.

## Sportliche Laufbahn
Erste internationale Erfahrungen sammelte Yosiris Urrutia bei den Zentralamerika- und Karibikspielen (CAC) 2010 in Mayagüez, bei denen sie mit 5,84 m im Weitsprung den zehnten Platz belegte. Im Jahr darauf wurde sie bei den CAC-Meisterschaften ebendort mit einer Weite von 5,69 m Zwölfte wurde. 2013 gewann sie bei den Südamerikameisterschaften im heimischen Cartagena mit 13,92 m die Silbermedaille im Dreisprung hinter der Brasilianerin Keila Costa und belegte im Weitsprung mit 6,36 m den fünften Platz. Anschließend siegte sie mit einem Sprung auf 14,08 m bei den Juegos Bolivarianos in Trujillo und gewann mit 6,10 m auch die Bronzemedaille im Weitsprung. Im Jahr darauf gewann sie mit 14,41 m Gold bei den Ibero-Amerikanischen Meisterschaften in São Paulo und gewann bei den Zentralamerika- und Karibikspielen in Xalapa mit 13,89 m die Bronzemedaille im Dreisprung und wurde mit einer Weite von 6,13 m Fünfte im Weitsprung.
2015 gewann sie bei den Panamerikanischen Spielen in Toronto mit 14,38 m die Bronzemedaille hinter ihrer Landsfrau Caterine Ibargüen und der Brasilianerin Costa. Damit qualifizierte sie sich auch für die Weltmeisterschaften in Peking, bei denen sie mit 14,09 m im Finale den zehnten Platz belegte. Im Jahr darauf gewann sie bei den Ibero-Amerikanischen Meisterschaften in Rio de Janeiro mit 13,89 m die Bronzemedaille und nahm anschließend an den Olympischen Spielen ebendort teil, bei denen sie mit 13,95 m in der Qualifikation ausschied. 2017 gewann sie bei den Südamerikameisterschaften in Luque mit 13,64 m die Bronzemedaille hinter der Brasilianerin Núbia Soares und Yulimar Rojas aus Venezuela. Anschließend wurde sie bei den Juegos Bolivarianos in Santa Marta mit 13,11 m und 6,03 m im Drei- und Weitsprung jeweils Vierte. 2018 gewann sie bei den Zentralamerika- und Karibikspielen in Barranquilla mit 14,48 m die Silbermedaille hinter Ibargüen und siegte anschließend mit 14,14 m bei den Ibero-Amerikanischen Meisterschaften in Trujillo. Im Jahr darauf siegte sie mit 13,85 m im Dreisprung bei den Südamerikameisterschaften in Lima und erreichte im Weitsprung mit 6,06 m Rang sieben. Anschließend wurde sie bei den Panamerikanischen Spielen ebendort mit 13,35 m Neunte im Dreisprung und schied dann bei den Weltmeisterschaften in Doha mit 13,77 m in der Qualifikationsrunde aus. 2021 nahm sie an den Olympischen Spielen in Tokio teil und verpasste dort mit 13,16 m den Finaleinzug.
In den Jahren 2010, 2013 sowie 2014 und 2018 wurde Urrutia kolumbianische Meisterin im Weitsprung sowie 2018 auch im Dreisprung.

## Persönliche Bestleistungen
- Weitsprung: 6,53 m (−5,3 m/s), 15. Mai 2010 in Cali
- Dreisprung: 14,58 m (+0,7 m/s), 18. Juli 2014 in Monaco